# Elio Modigliani
Elio Modigliani (Firenze, 13 giugno 1860 – Viareggio, 6 agosto 1932) è stato un antropologo, esploratore e zoologo italiano.

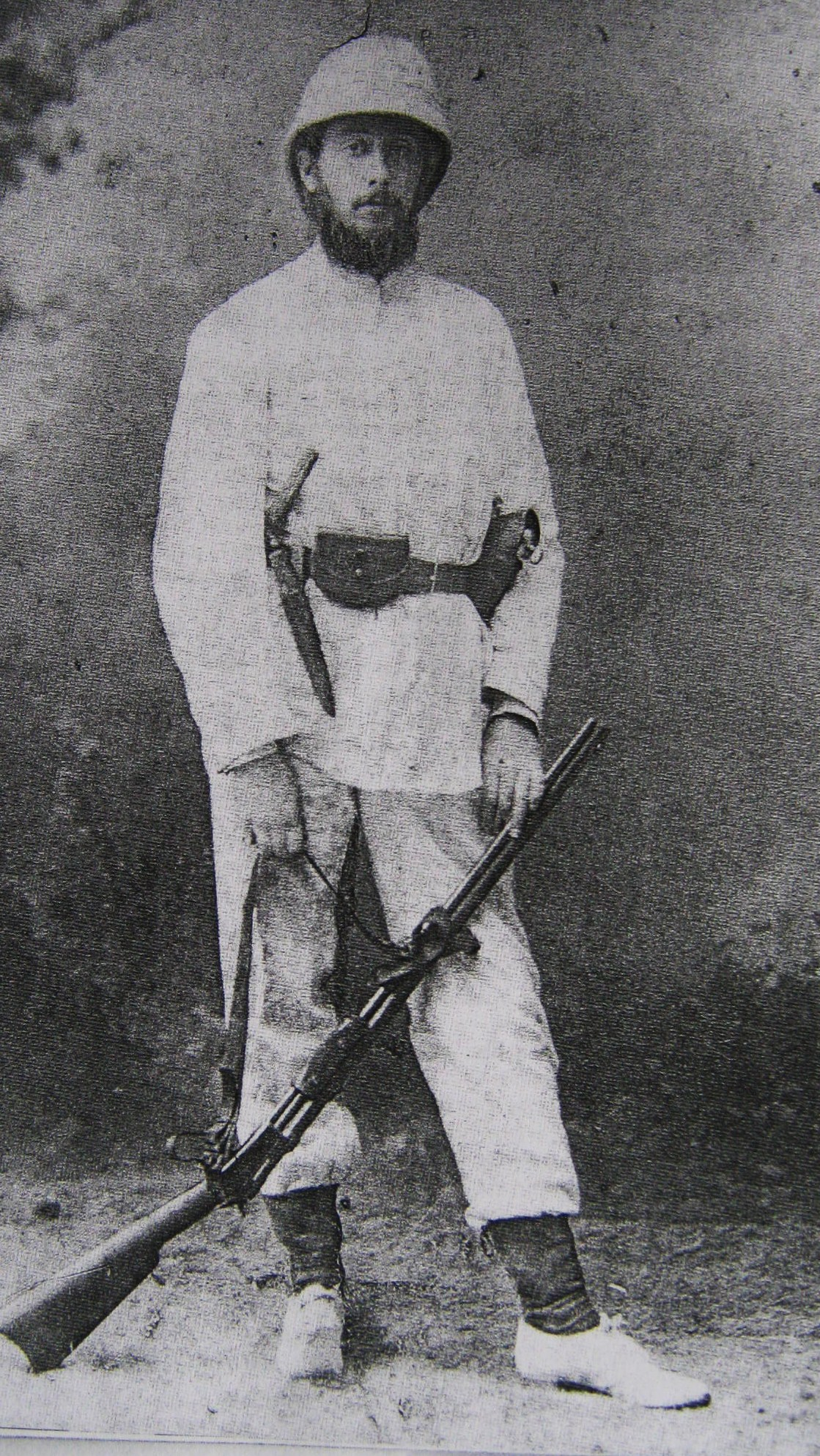
Elio Modigliani al suo arrivo a Nias, 1886

In giovane età condusse tre esplorazioni nell'arcipelago indonesiano, (Isola di Nias, 1886; Sumatra 1890; Engano e Mentawai, 1894). trascorrendo lungi periodi tra gli abitanti del luogo e raccogliendo notizie e collezioni etnografiche e naturalistiche oggi conservate nel Museo di Storia Naturale di Firenze, nel Museo di antropologia ed etnologia di Firenze e nel Museo di storia naturale Giacomo Doria di Genova.
L'opera di Modigliani  è rimasta a lungo poco conosciuta; la sua origine ebraica fu sicuramente di ostacolo durante il periodo fascista.
Le sue tre opere maggiori narrano appunto queste spedizioni.
Le origini ebraiche di Modigliani furono ostacolo ad una adeguata diffusione e celebrazione della sua formidabile opera.

## La spedizione a Nias del 1886
Quando Modigliani la raggiunse, nell'aprile 1886, in compagnia di un capitano di marina genovose, Giovanni Battista Cerruti, l'isola di Nias era all'epoca sotto il dominio degli olandesi, che tuttavia mai erano riusciti a domare gli abitanti della regione sud dell'isola (Nias Salatan). 
Questa popolazione era famosa per l'eccezionale bellezza delle sue donne, ma anche per l'usanza della caccia all'uomo, di cui venivano collezionate le teste, considerate di grande valore in quanto chi possedeva un teschio avrebbe avuto la vittima come schiavo nell'aldilà.
Le numerose spedizioni della marina olandese volte ad ottenere il dominio di Nias Salatan erano fallite l'una dopo l'altra, e gli aspiranti colonizzatori non osavano più avventurarsi nella zona.
Elio Modigliani, tuttavia, riuscì ad esplorare Nias Salatan, accompagnato solo da quattro tracciatori giavanesi, uscendo incolume da questa avventura, e riportando in Italia una preziose collezioni etnografiche e naturalistiche. Tornato in patria, pubblicò una considerevole trattato ricco di informazioni antropologiche, etnografiche, naturalistiche e geografiche.
Pure scontrandosi in più di una occasione con i guerrieri, Modigliani riuscì a risolvere ogni conflitto con le sole armi della guerra psicologica e della empatia, senza dovere sparare un colpo e nemmeno minacciare l'avversario con le sue armi.
Suo principale avversario fu Siwa Sahilu,  comandante dei guerrieri del villaggio di Hili Simaetano. Il conflitto tra i due è stato ricostruito da Vanni Puccioni che nel 2010 ha raccolto le testimonianze dei discendenti dei guerrieri.
Pubblicò interessanti relazioni, tra cui L'isola delle donne (1894), sul suo viaggio all'isola di Enggano. Nel 1894 si recò sulle isole Mentawai.